# Balladen om Mads og Marie
Balladen om Mads og Marie er en animationsfilm fra 1987 instrueret af Rune Fleischer.

## Handling
Humoristisk børnetegnefilm om skoledrengen Mads' ulykkelige forelskelse i klassens smukke pige Marie Louise. Mads' eneste trøst er at hengive sig til en idealiserende drømmeverden, hvor det til en forandring er ham selv, der er herre over situationen. Det store spørgsmål for Mads er nu blot, om denne drøm nogensinde vil blive virkelighed.